# Rimo
Rimo to masyw górski w grupie Rimo Muztagh, która jest częścią Karakorum. Masyw ten leży w Dżammu i Kaszmirze, w części kontrolowanej przez Indie. Jest oddalony o ok. 20 km na północny wschód od lodowca Siachen.
Masyw Rimo składa się z 4 szczytów: 
- Rimo I 7385 m
- Rimo II 7373 m
- Rimo III 7233 m
- Rimo IV 7169 m

Rimo II to w zasadzie mniejsza kulminacja tego samego wierzchołka, natomiast Rimo III i Rimo IV to niezależne szczyty. 
Pierwsze próby zdobycia szczytów masywu to rok 1978. W 1984 r. miało miejsce pierwsze wejście na Rimo IV (hinduska ekspedycja), a w 1985 r. (ekspedycja hindusko-brytyjska) zdobyła Rimo III. Próbowali oni zdobyć Rimo I, jednak nie udało im się.
Pierwsze i jak dotąd jedyne udane wejście na Rimo I miało miejsce w 1988 r. Autorami byli członkowie hindusko-japońskiej ekspedycji, której przewodzili Hukam Singh i Yoshio Ogata. 